# Vol Sosoliso Airlines 1145
Le samedi 10 décembre 2005, le Douglas DC-9 opérant le vol Sosoliso Airlines 1145, reliant Abuja à Port Harcourt, au Nigéria, prend feu lors de son atterrissage forcé sur l'aéroport de Port Harcourt. L'accident, qui a lieu à 14 h 8 locales et UTC entraîne la mort de 103 personnes à bord ; quatre des six survivants décèdent ultérieurement ce qui porte le total à 107 morts.
Parmi les victimes, 75 collégiens âgés de 12 à 16 ans qui rentraient chez eux pour les vacances de Noël, deux membres de Médecins sans frontières, un logisticien français et un responsable des ressources humaines américain.
L'appareil, un biréacteur court-moyen courrier d'ancienne génération venait d'Abuja et transportait 102 passagers et sept membres d'équipage.
Les circonstances de l'accident sont incertaines, mais il semble que l'appareil a manqué la piste à son atterrissage, et a apparemment été touché par la foudre peu avant de toucher le sol.